# Merci pour le chocolat
Merci pour le chocolat (Brasil: A Teia de Chocolate / Portugal: Merci pour le chocolat)é um filme de suspense francês feito em 2000 e dirigido por Claude Chabrol e estrelado por Isabelle Huppert.